# 馬歇爾太空飛行中心
34°38′49″N 86°40′27″W / 34.64688°N 86.67416°W
馬歇爾太空飛行中心（英語：Marshall Space Flight Center）是美國太空總署的根據地，成立於1960年7月1日，地點位於阿拉巴馬州的亨茨維爾，它與後來的肯尼迪航天中心、約翰遜太空中心同爲美國太空總署下轄的三大航天中心。其主要任務是制定太空事業發展計劃、設計開發太空運載火箭、航天飛機、國際太空站和其他的太空設備以及對太空資訊進行整合管理等。現任職的主任是2024年2月5日走馬上任的約瑟夫·佩爾弗雷（Joseph Pelfrey），他是馬歇爾太空飛行中心成立以來的第十五任領導人，他的前任喬迪·辛格（Jody Singer）是第一個女性領導人 。

## 太空中心的前身
1945年5月二戰結束後，美國啓動了旨在於招收納粹德國時代從事包括研發導彈軍事技術的德國科學家和工程師的“回紋針行動”，已經向美軍投降的沃納·馮·布勞恩於1945年8月率領的127名前納粹德國的導彈軍事專家與美國陸軍軍械部隊簽訂了合同。他們中的大部分人曾經在布勞恩的領導下，從事過V-2導彈的研發工作，這些導彈專家之後被派往德克薩斯州的布利斯堡，加入到美國陸軍新成立的火箭導彈研發部門。
在以後的五年期間，為適應美國軍方的需要，布勞恩和他的德國工程師們對V-2導彈進行了改進，開發了作爲V-2導彈的升級版的“WAC Corporal”并在新墨西哥州的白沙導彈靶場進行了試射。
二戰期間，阿拉巴馬州亨次維爾的三個兵工廠負責美軍彈藥的生產和儲存，戰後這三個兵工廠全部合并到紅石兵工廠。1949年經美國陸軍部長肯尼斯·克萊本·羅亞爾的批准，導彈研發活動中心從布利斯堡轉移到紅石兵工廠，1950年4月布勞恩團隊也隨之遷移到紅石兵工廠，之後研製開發出了“PGM-11紅石飛彈”。在接下來的十年當中，紅石兵工廠的導彈研發不斷擴展，布勞恩團隊的德國科學家和工程師最後都成爲了美國公民，布勞恩被任命爲研發導彈開發中心的負責人。
1956年2月，美國陸軍彈道導彈局（ABMA）成立，紅石兵工廠爲此開始了研發射程為2400公里的美國第一代彈道導彈“PGM-19朱庇特彈道導彈”，1957年3月在卡納維拉爾角進行了測試，5月31日首次成功進行了彈道導彈的全程飛行。

## 美國航天中心的成立及歷程

### 與蘇聯的太空競賽
1957年10月蘇聯發射了第一顆人造衛星“史普尼克1號”，之後又發射了第二顆人造衛星“史普尼克2號”。之後，美國於同年12月6日也開始了衛星發射嘗試（NRL 火箭）但未能成功。1958年1月31日，布勞恩與美國陸軍彈道導彈局（ABMA）組成的開發小組，使用“朱諾號火箭”將美國第一顆人造衛星“探險者1號”送入太空軌道。

#### 建立航天中心

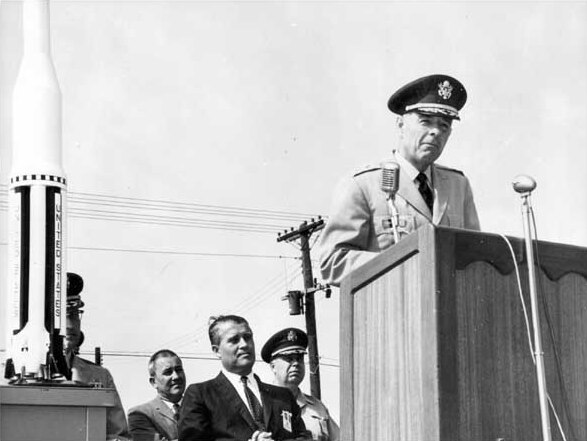
1960年7月1日太空中心落成典禮上美國軍方將太空項目移交美國太空總署（中間後立者是布勞恩）

爲了加强美國與蘇聯進行太空競賽的實力，1958年4月2日，艾森豪威爾總統向美國國會建議成立一個國家機構用來統一領導軍民兩用的太空航天事業。7月29日，艾森豪威爾簽署了《美國國家航空暨太空法案》，並於同年成立了美國國家太空總署（NASA）。1959年10月21日，經艾森豪威爾總統批准，美國軍方將紅石兵工廠所有與太空有關的研發項目移交給美國太空總署。
1960年7月1日，美國太空中心正式成立，成立時的擁有員工4670人，建築和設備資產約1億美元，占地面積7.4平方公里。為紀念喬治·馬歇爾將軍，9月8日該中心正式命名爲“馬歇爾太空飛行中心”，在命名典禮上，馬歇爾將軍的遺孀凱瑟琳·馬歇爾應邀與艾森豪威爾總統共同為馬歇爾雕像揭幕。
馬歇爾太空飛行中心於1960年7月正式運作時，布勞恩是主要負責人，艾伯哈特·里斯是他的副手，太空中心的行政活動由美國政府部門領導，但是所有技術工作都是由布勞恩負責。
1960年代初，由馬歇爾太空飛行中心負責運作，工程師們往返於馬歇爾太空飛行中心和卡納維拉爾角空軍基地兩地，並在卡納維拉爾角空軍基地建立了39號發射臺，到了1962年7月，卡納維拉爾角空軍基地最終成為美國太空總署的火箭發射場，後被更名爲“肯尼迪航天中心”。

#### 載人太空飛行
1961年4月12日，作爲人類第一個太空宇航員，蘇聯宇航員尤里·加加林成功升入太空之後，美國隨即啓動了“水星計劃”。同年5月5日美國的第一位宇航員艾倫·謝潑德也被成功送入太空。1962年2月20日約翰·格倫乘坐友誼七號進行了三次完整的軌道飛行。之後，作爲“水星計劃”的最後一次飛行，戈爾登·庫勃於1963年5月在太空進行了22次軌道飛行。

#### 人類登月

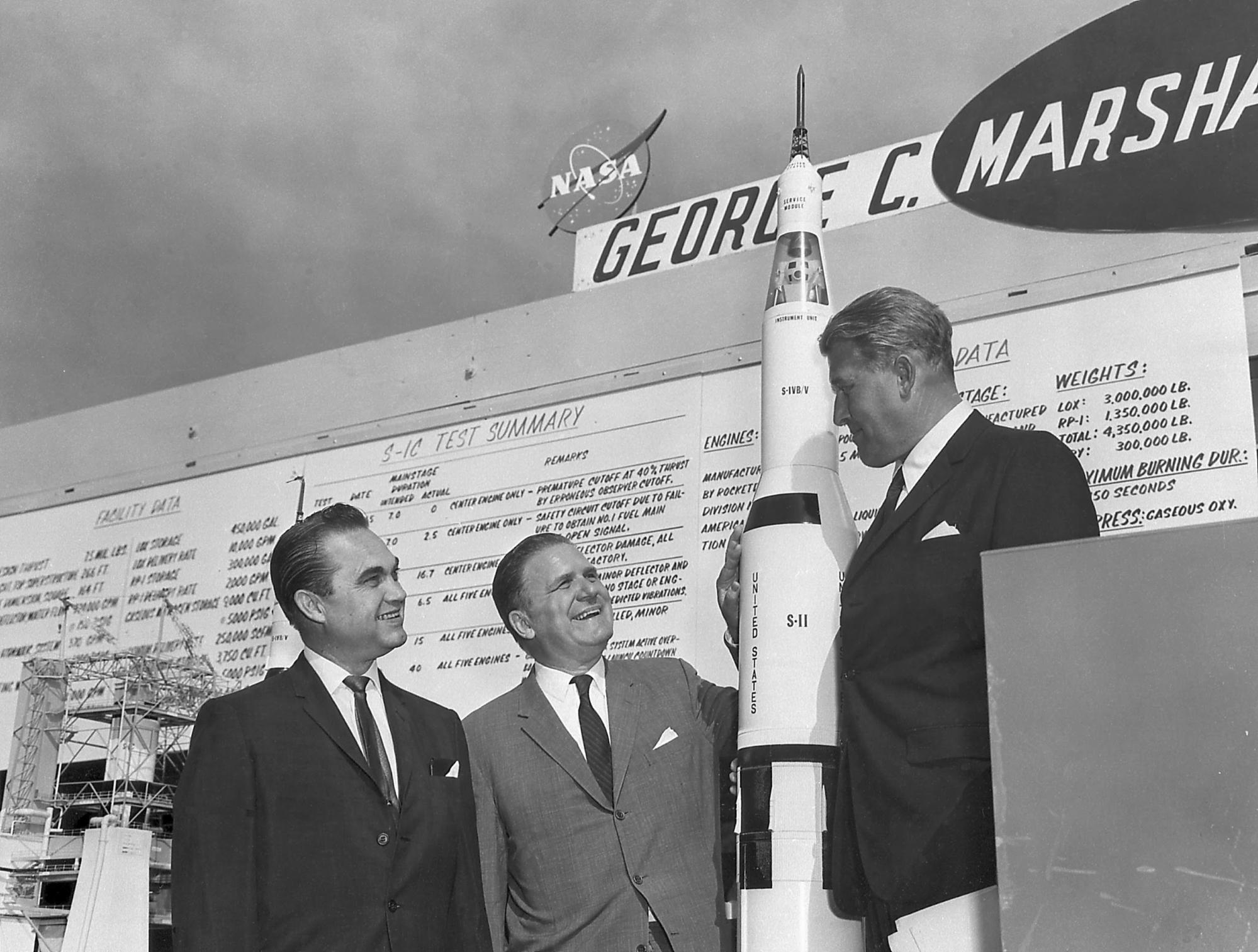
1965年6月8日，阿拉巴馬州州長喬治·華萊士（左）、美國宇航局局長詹姆斯·韋伯（中）和馬歇爾太空飛行中心主任布勞恩在飛行中心觀看了土星五號火箭首次試射。

1959年9月12日，蘇聯首次向月球發射了人類第一個無人月球探測器“月球2號”，9月14日“月球2號”在月球硬著陸時墜毀。
1961年5月25日肯尼迪總統提出了美國要在20世紀之内實現人類登月的目標，於是美國太空總署擬定了“阿波羅登月計劃”，馬歇爾太空中心爲此擔負起了火箭的研發任務。太空中心在1957年開發的土星系列運載火箭的基礎上，研發了有史以來推力最大的“土星5號運載火箭”，1965年6月8日在馬歇爾太空中心進行了首次試射，它為後來的阿波羅登月計劃的所采用。馬歇爾太空中心除了研發運載火箭和登月艙之外，也為阿波羅登月計劃研發了“月球車”以及用於訓練宇航員太空行走的模擬失重水箱等設備。
阿波羅登月計劃自1967年1月開始直至1972年12月，總共實行了11次載人航天飛行，1967年1月27日“阿波羅1號”發射失敗，三名宇航員喪生。1968年10月11日至1969年5月18日，“阿波羅7號”、“阿波羅8號”、“阿波羅9號”、“阿波羅10號”進行了繞月球飛行，1969年7月20日“阿波羅11號”實現了人類首次登月。之後除了“阿波羅13號”因設備艙供氧系統發生故障放棄登月之外，“阿波羅12號”、“阿波羅14號”、“阿波羅15號”、“阿波羅16號”以及“阿波羅17號”也分別於不同時間成功登月。
繼“阿波羅17號”之後，1975年7月15日美國發射了作爲阿波羅計劃的最後一個飛船（未編號），進行了爲期六天的太空飛行任務，並於兩天後的7月17日與蘇聯的“聯盟號飛船”進行了長達47小時7分鐘的首次太空對接。

#### 航天飛機時代

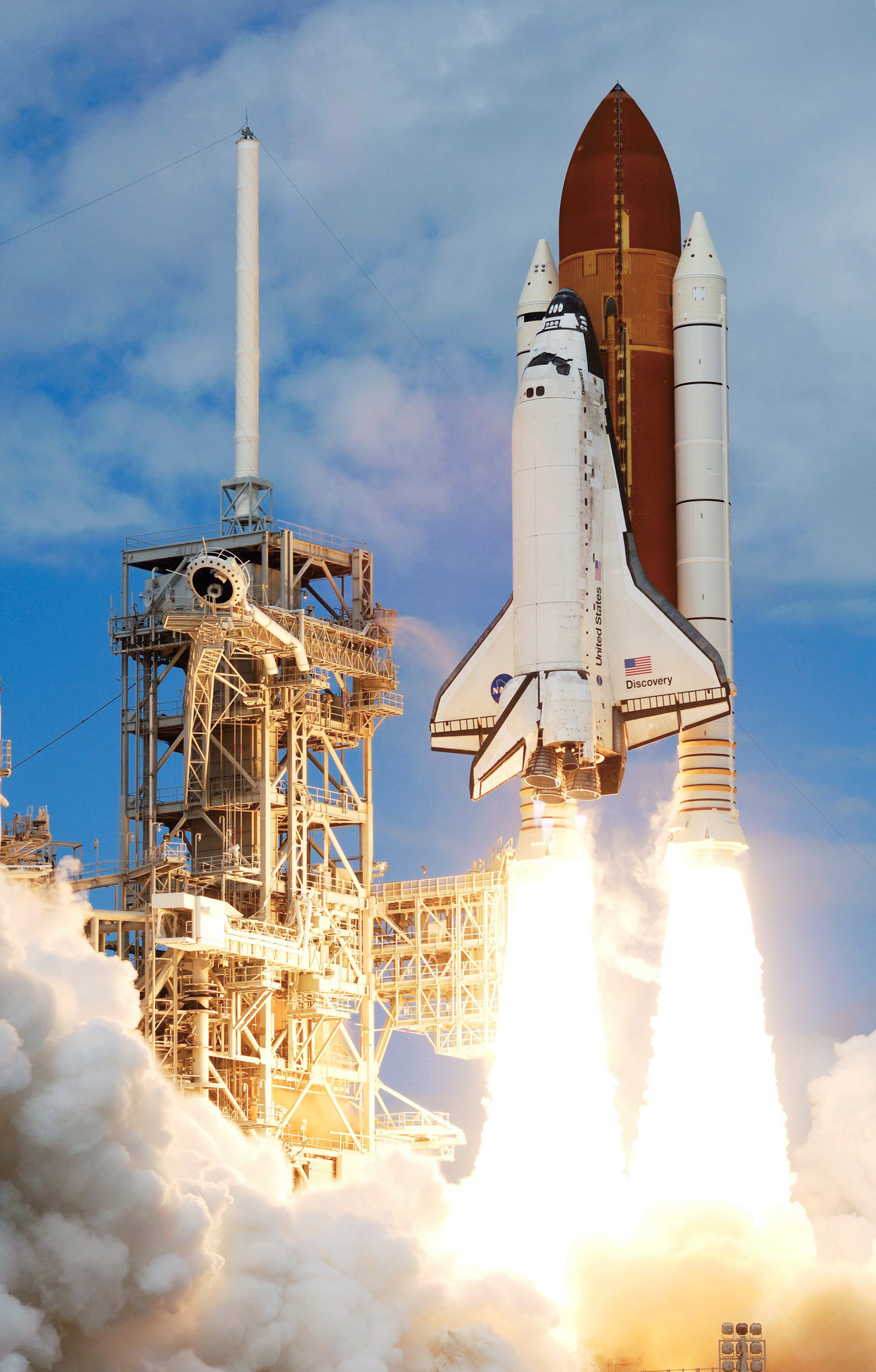
“發現號”（2007年10月23日）

1972年，尼克松總統提出了開發航天飛機計劃，馬歇爾航天中心爲此負責研發了太空穿梭飛機和固體火箭助推器。1975年太空穿梭飛機的發動機首次進行試射，1977年2月航天飛機運輸機首次試飛。經過以上一系列的試飛，世界上第一個載人的航天飛機“哥倫比亞號”於1981年4月21日首次進行了太空航行。
航天飛機的發射與回收是人類太空史上的一個巨大里程碑，自1981年4月至1986年1月的近五年期間，“哥倫比亞號”連續六次發射成功，“亞特蘭蒂斯號”連續兩次發射成功、“發現號”連續四次發射成功，“挑戰者號”連續九次發射成功，這期間完成了多項太空科研任務，但是在1986年1月28日“挑戰者號”第十次發射升空後發生爆炸，7名宇航員遇難。爲此，航天飛機的太空飛行計劃被迫中斷了兩年，直至1988年9月28日“發現號”的再次升空，才恢復了航天飛機的太空飛行。
與美國多次成功發射載人航天飛機相比，在這個領域，蘇聯僅僅在1988年11月成功發射了一次無人航天飛機“暴風雪號”。
1990年4月24日，航天飛機“發現號”將“哈勃天文望遠鏡”送入軌道，將人類觀測宇宙的望遠鏡第一次設在了太空。
之後的1990年代直至2011年，“哥倫比亞號”、“發現號”、“奮進號”、“亞特蘭蒂斯號”分別在不同時期發射升空，其中1995年6月27日，“亞特蘭蒂斯號”與俄羅斯“和平號”太空站實現了對接。
2003年2月1日，迄今爲止已經完成了28次升空的“哥倫比亞號”在太空飛行17天之後重返地球進入大氣層時解體 ，7名宇航員喪生，“哥倫比亞號”是第一個最早發射的航天飛機，這也是繼“挑戰者號”後的第二起航天飛機事故。爲此，美國航天飛機還剩下“發現號”、“奮進號”和“亞特蘭蒂斯號”。哥倫比亞號的空難，也改變了航天飛機的命運。
作爲航天飛機的最後一次飛行，亞特蘭蒂斯號於2011年7月8日至20日完成了爲時12天的太空旅行。

#### 太空空間站

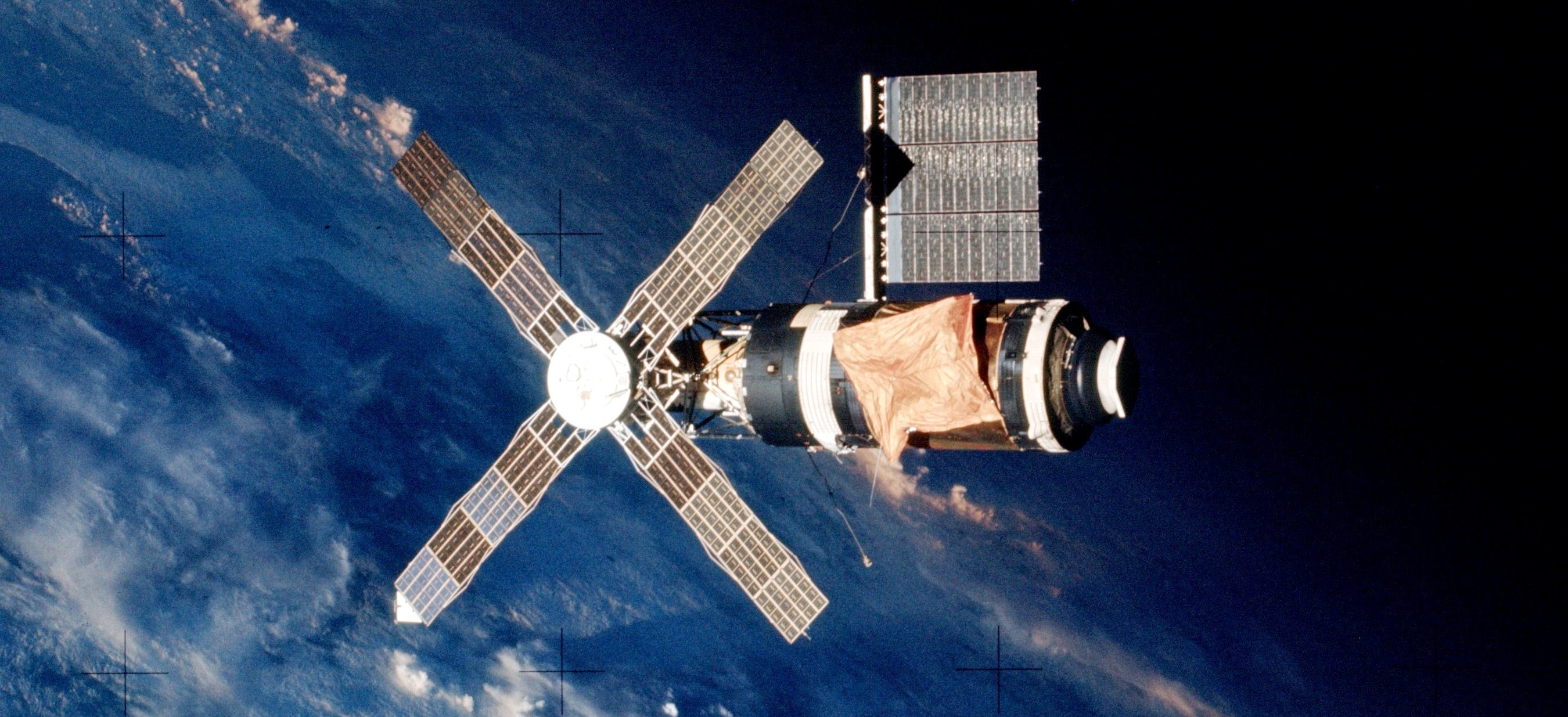
天空實驗室2號

高能太空天文臺（High Energy Astronomy Observatory）的概念起源於1960年代末。1971年4月19日，蘇聯發射了人類第一個太空空間站“禮炮1號”。作爲與之競爭，美國也於1973年5月14日，將太空實驗站“天空實驗室2號（Skylab 2）”用土星系列火箭發送到預定軌道，同年7月28日“天空實驗室3號（Skylab 3）”也發射升空。之後在1977年8月“高能天文臺1號”（HEAO-1）、1978年11月“高能天文臺2號”（HEAO-2）、1979年9月“高能天文臺3號”（HEAO-3）分別發射成功，它們的運載火箭都是采用了“擎天神系列火箭”。
1984年美國太空總署開始建造一個永久性空間站，1988年將其命名爲“自由號空間站”。1993年11月美國的“自由號空間站”與歐洲的“哥倫布號”、蘇聯解體之後的俄羅斯的“和平二號”以及日本的“希望號”共同組建了一個國際聯合太空空間站。

### 登陸火星及探索外太空

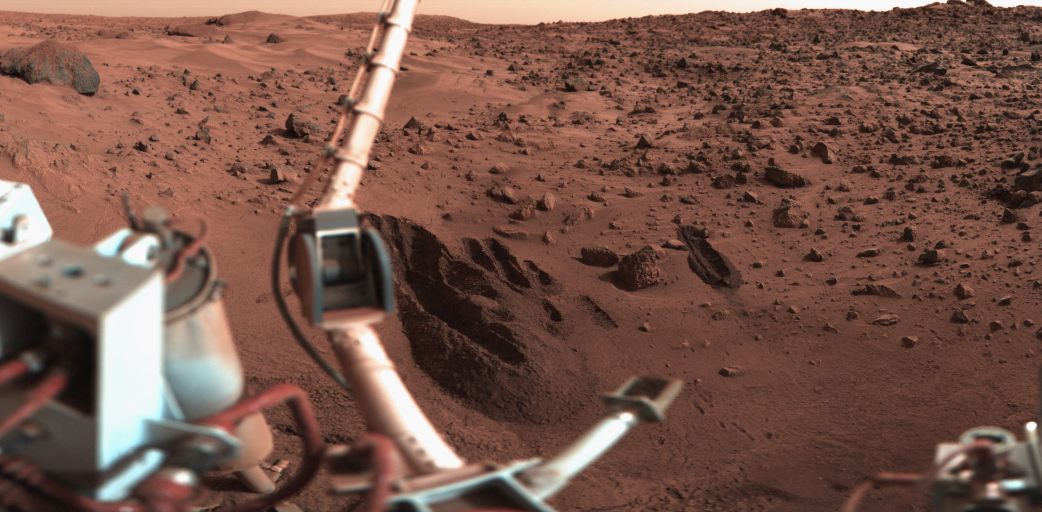
“海盜一號”發回的火星圖像（1977年5月26日）

1975年8月20日，美國太空總署發射了飛往火星的“維京1號”的探測衛星，衛星的活動任務在1980年8月17日結束，共計環繞火星1485次。與此同時，1976年7月20日用於登陸火星的“海盜1號”登陸器與衛星分離，并於世界標準時間11:53:06在火星克律塞平原着路，之後直到1982年11月13日爲止，它在火星上總共工作了2245個火星日。
1977年9月5日，美國太空總署向外太空發射了“旅行者1號”，這是第一個飛離太陽系的人造飛行器，旨在希望外太空的高級生命星球能接收到這個來自地球的飛行器，裏面搭載了一張旅行者太空唱片，裏面收錄了地球上的風、雷、鳥鳴和其他動物聲音的大自然聲音、55種語言的問候語、爲時90分鐘的古典音樂和各國民謠等音響内容，除此之外，還附有美國總統吉米·卡特和聯合國秘書長庫爾特·瓦爾德海姆的書面留言。在這之前的8月22日，發射了姊妹飛行器“旅行者2號”，並飛過了木星、土星、天王星和海王星。
1997年7月，美國太空署發射的“火星探路者”號成功登陸火星克律塞平原阿瑞斯谷，登陸火星之後，完成了部分向地球發送了數據的任務，最後因通信故障，探測任務於1998年3月終止。
1998年，作爲“98火星探測計劃”，美國太空總署發射了“火星極地著陸者號”，但著陸火星時墜毀，該項計劃失敗。
2020年7月30日，作爲“火星2020計劃”，美國太空總署發射了“毅力號火星探測器”，并於2021年2月18日登陸火星。
2021年12月25日，美國太空總署與歐洲空間局、加拿大太空局合作，在法屬圭亞那由阿麗亞娜火箭發射了一顆名爲詹姆斯·韦伯太空望远镜，這是繼哈勃望遠鏡之後的又一重大航天計劃，其望遠鏡在遠離地球150萬公里之外的軌道運行，能觀察到比哈勃望遠鏡更清晰更早的宇宙天體。

### 與SpaceX的合作
進入21世紀之後，隨著以伊隆·馬斯克為代表的民間企業開始涉入太空領域，美國航天事業由過去一切都由國家政府大包大攬轉爲以官民之間商業合作的新模式，美國太空總署與伊隆·马斯克的太空探索技術公司（簡稱：SpaceX）簽訂了許多合同。

## 馬歇爾太空飛行中心歷任主任
|          | 歷任主任一覽         | 任期                 |
| -------- | -------------------- | -------------------- |
| 第一任   | 沃納·馮·布勞恩       | 1960年7月-1970年1月  |
| 第二任   | 艾伯哈特·里斯        | 1970年3月-1973年1月  |
| 第三任   | 羅科·彼得羅内        | 1973年1月-1974年3月  |
| 第四任   | 威廉·R·廬卡斯        | 1974年6月-1986年7月  |
| 第五任   | 詹姆斯·R·湯普森      | 1986年9月-1989年7月  |
| 第六任   | 托馬斯·傑克·李       | 1989年7月-1994年1月  |
| 第七任   | 吉恩·波特·布里德維爾 | 1994年1月-1996年2月  |
| 第八任   | J.韋恩·利特爾斯      | 1996年1月-1998年1月  |
| 第九任   | 阿特·史蒂芬森        | 1998年9月-2003年5月  |
| 第十任   | 戴維·A·金            | 2003年6月-2009年4月  |
| 第十一任 | 小羅伯特·M·萊特福德  | 2009年8月-2012年8月  |
| 第十二任 | 帕特里克·谢爾曼      | 2012年9月-2015年12月 |
| 第十三任 | 托德·梅              | 2016年2月-2018年7月  |
| 第十四任 | 喬迪·辛格            | 2018年9月-2023年7月  |
| 第十五任 | 約瑟夫·佩爾弗雷      | 2024年2月-至今       |

## 外部連結
- NASA Headquarters （页面存档备份，存于）
- MSFC History and Fact sheet
- Official site （页面存档备份，存于）